# شهرستان خواجه‌آباد
شهرستان خواجه‌آباد(به ازبکی:: Xoʻjaobod tumani، خۉجه‌آباد تومنی؛ به روسی: Ходжаабадского района )  یک ناحیه در ازبکستان است که در ولایت اندیجان واقع شده‌است. این ناحیه ۲۳۰ کیلومتر مربع مساحت و ۱۲۰٬۰۰۰ نفر جمعیت دارد.